# Keaton Grant
Keaton Leonard Grant (* 8. Dezember 1986 in Kissimmee, Florida) ist ein US-amerikanischer Basketballspieler. Nach dem Studium in seinem Heimatland wurde Grant Profi in der NBA Development League, bevor er 2011 seine Karriere in Europa fortsetzte. Nach Stationen in der Slowakei, Griechenland und Italien spielt Grant in der Basketball-Bundesliga 2015/16 für den deutschen Erstligisten Löwen Braunschweig, nachdem er bereits in Saison 2013/14 für die MHP Riesen Ludwigsburg eine Saison in der höchsten deutschen Spielklasse gespielt hatte.

## Karriere
Grant ging zum Studium nach Indiana an die Purdue University, wo er von 2006 an vier Jahre lang im Basketball für die Hochschulmannschaft Boilermakers in der Big Ten Conference der NCAA unter anderem zusammen mit dem späteren Bundesligaspieler Chris Kramer aktiv war. 2009 gewann man das Meisterschaftsturnier der Big Ten und war in allen vier Spielzeiten für die landesweite NCAA-Endrunde qualifiziert, in der man jedoch nie über die Achtelfinalrunde Sweet Sixteen hinauskam. Während Grants jüngere Mannschaftskameraden E’Twaun Moore, Robbie Hummel und JaJuan Johnson alle in späteren NBA-Drafts von Vereinen der renommiertesten Profiliga ausgewählt wurden, fanden Kramer und Grant in der NBA-Draft 2010 keine Berücksichtigung und spielten in der Saison 2010/11 zunächst in der NBA Development League (D-League). Während Kramer mit den Fort Wayne Mad Ants die Meisterschafts-Play-offs dieser Liga nur knapp verpasste, hatte Grant mit der Skyforce aus Sioux Falls die schlechteste Bilanz aller Mannschaften der D-League.
Nachdem sich Grant über die D-League nicht für die NBA empfehlen konnte, setzte er ähnlich wie Kramer 2011 seine professionelle Karriere in Europa fort und spielte in der Saison 2011/12 für den slowakischen Meister BK Astrum aus Levice. Nach Sponsorenwechsel erreichte man als ONYX Levice nach 14 Siegen in 32 Spielen jedoch nur den drittletzten Platz in der neun Mannschaften umfassenden höchsten nationalen Spielklasse. In der ersten Runde der Meisterschafts-Play-offs schied man als Titelverteidiger gegen den späteren Meister BK Prievidza aus. In der darauffolgenden Saison spielte Grant dann in der sportlich höher anzusiedelnden A1 Ethniki in Griechenland für Apollon aus Patras. Der Erstliga-Rückkehrer erreichte nach elf Siegen in 26 Spielen auf Anhieb den achten Platz und den Einzug in die Play-offs, in denen man in der ersten Runde gegen den Titelverteidiger und amtierenden EuroLeague-Champion Olympiakos Piräus chancenlos war. Für die Saison 2013/14 bekam Grant dann einen Vertrag beim deutschen Erstligisten MHP Riesen Ludwigsburg in der Basketball-Bundesliga, in der Chris Kramer bereits seit 2011 für die EWE Baskets Oldenburg spielt. Die Ludwigsburger hatten als Vorletzter der Vorsaison nur durch eine Wildcard die Klasse gehalten, fanden aber unter Trainer John Patrick zu neuer Stärke und kehrten als Hauptrundenachter in die Play-offs um die deutsche Meisterschaft zurück. Hier schied man in der ersten Runde gegen den späteren Titelgewinner FC Bayern München aus. Anschließend spielte Grant eine Saison in der italienischen Lega Basket Serie A beim Aufsteiger Aquila Basket aus Trient, der mit Saison-MVP Tony Mitchell einen ausgezeichneten vierten Platz erreichte, doch in den Play-offs gleich in der ersten Runde gegen den späteren Titelgewinner Banco di Sardegna Sassari ausschied.
Zur Basketball-Bundesliga 2015/16 wurde Grant von den Löwen aus Braunschweig in die höchste deutsche Spielklasse zurückgeholt, nachdem man Grants Landsmann Trent Lockett nicht weiterverpflichten konnte, der umgekehrt schließlich den Weg zu Grants bisheriger Mannschaft in Italien fand.